# Linda Michielsen
Linda Michielsen is een Belgische voormalige taekwondoka.

## Levensloop
Michielsen behaalde in 1980 brons op de Europese kampioenschappen te Kopenhagen in de klasse -67kg.

## Palmares
- 1980:  Europees kampioenschap -67kg